# Matteo Gabbia
Matteo Gabbia (sinh ngày 21 tháng 10 năm 1999) là một cầu thủ bóng đá người Ý, chơi ở vị trí hậu vệ cho câu lạc bộ Milan.

## Câu lạc bộ
Matteo Gabbia trưởng thành từ lò đào tạo trẻ của AC Milan. Anh được đôn lên đội 1 từ mùa giải 2017-2018. Gabbia chơi trận đấu đầu tiên cho AC Milan ở trận gặp Shkëndijaở giải Europa League vào ngày 24/08/2017.
Mùa giải 2018-2019, Gabbia được AC Milan cho Lucchese ở giải Serie C mượn. Mùa giải 2019-2020, Gabbia trở về khoác áo AC Milan. Ngày 17/02/2020, Gabbia lần đầu ra sân (vào sân thay người) ở giải Serie A ở trận gặp Torino (Milan thắng 1-0)

## Đội tuyển quốc gia
Gabbia đã chơi cho rất nhiều đôi tuyển trẻ Italia như U-17, U-19, U-21.

## Danh hiệu
Italy U19
- UEFA European Under-19 Championship về nhì: 2018 UEFA European Under-19 Championship[2]

Italy U20
- Giải vô địch bóng đá U-20 thế giới thứ 4: Giải vô địch bóng đá U-20 thế giới 2019[3]